# Páramo de La Lora

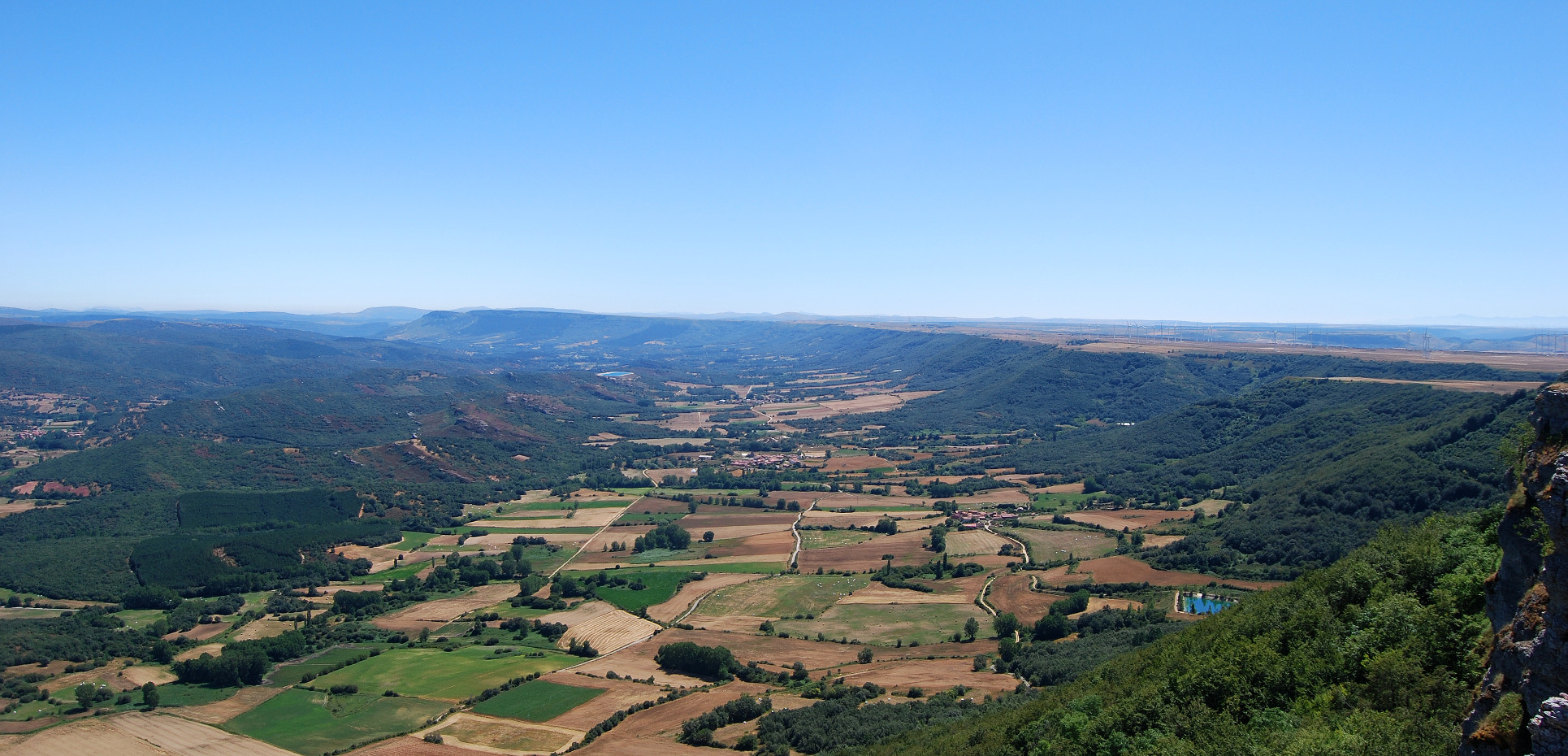
Valle del Valderredible. A la derecha de la imagen, el páramo de la Lora.

Para la comarca de Burgos, véase La Lora.
El páramo de La Lora es una llanura situada a 960 metros de altitud, cubierta por cultivos, pastizales y pequeñas arboledas de encinas y rebollares. Está situado en la frontera entre la provincia de Burgos (Castilla y León) y la comunidad autónoma de Cantabria, si bien desde el municipio de Valderredible, en Cantabria, no tiene aspecto de páramo sino de cumbre, ya que existen una serie de picos como el Muñata que, en su cima, llegan a la meseta central española y forman la llanura.